# Polzberg (Gemeinde Gaming)
Polzberg ist eine Katastralgemeinde der Gemeinde Gaming im Bezirk Scheibbs in Niederösterreich.

## Geografie
Die Katastralgemeinde liegt südlich von Gaming bei Lunz am See und besteht aus den Lagen Bichl, Dachsbach, Dippelleiten, Freudental, Größbach, Hagen, Oberschindelberg, Polzbergkapelle, Reitbauer und Unterschindelberg. Laut Adressbuch von Österreich existierte im Jahr 1938 in der Katastralgemeinde auch eine Streusiedlung Schlapperhart.

## Geschichte
Laut Adressbuch von Österreich waren im Jahr 1938 in Polzberg ein Gastwirt, ein Schmied und ein Landwirt mit Direktvertrieb ansässig.

## Siedlungsentwicklung
Zum Jahreswechsel 1979/1980 befanden sich in der Katastralgemeinde Polzberg insgesamt 86 Bauflächen mit 26.657 m² und 31 Gärten auf 17.978 m², 1989/1990 gab es 87 Bauflächen. 1999/2000 war die Zahl der Bauflächen auf 159 angewachsen und 2009/2010 bestanden 131 Gebäude auf 194 Bauflächen.

## Bodennutzung
Die Katastralgemeinde ist forstwirtschaftlich geprägt. 345 Hektar wurden zum Jahreswechsel 1979/1980 landwirtschaftlich genutzt und 2189 Hektar waren forstwirtschaftlich geführte Waldflächen. 1999/2000 wurde auf 288 Hektar Landwirtschaft betrieben und 2204 Hektar waren als forstwirtschaftlich genutzte Flächen ausgewiesen. Ende 2018 waren 287 Hektar als landwirtschaftliche Flächen genutzt und Forstwirtschaft wurde auf 2177 Hektar betrieben. Die durchschnittliche Bodenklimazahl von Polzberg beträgt 15,2 (Stand 2010).

## Geologie
In Polzberg befindet sich eine bedeutende Fossillagerstätte aus der Oberen Trias. Am nordwestlichen Rand des Tethysmeeres lagerten sich damals im Polzberg-Becken, einem Teil des Reifling-Beckens, feinklastische Schichten ab, die zur Konservierung fragiler Strukturen der Lebewesen beitrugen. Diese im mittleren Karn, einer chronostratigraphischen Stufe der Oberen Trias, vor 233 Millionen Jahren abgelagerten Schichten wurden durch die alpidische Faltung in den nördlichen Kalkalpen angehoben und bildeten den Reingrabner Schiefer. Unter den Leitfossilien dieser Stufe findet man in den Aufschlüssen des Schindelbergs (1066 m hoch) und an anderen Stellen in der Katastralgemeinde Polzberg entlang der Ois Austrotrachyceras austriacum und andere Ammoniten sowie eine reiche Fischfauna, darunter die Knochenfische Saurichthys calcaratus, Gigantopterus telleri und der Lungenfisch Tellerodus sturii, der bereits im 19. Jahrhundert dort entdeckt wurde. Unter den Wirbellosen ist der Gliederfüßer Austriocaris carinata zu erwähnen.